# Griego eólico
El eólico (Αἰολική ɣλῶττα en griego clásico; Αιολική διάλεκτος en griego moderno; Dialectus Aeolica en latín) es uno de los dialectos del griego antiguo hablado en la costa noroeste de Asia Menor, la Eólida, Tesalia, Beocia, en la isla de Lesbos, en islas adyacentes y en otras colonias griegas (Véase Dialectos del griego antiguo).  Lingüísticamente, el griego eólico debería ser considerado no tanto como un dialecto, sino como una lengua estrechamente emparentada con el griego clásico (Ático).  Supuestamente ambas lenguas habrían tenido un grado de inteligibilidad alta.  Es probable que los hablantes de eólico representaran la segunda ola migratoria de griegos (helenos) desde Europa central (o según otras opiniones desde lo que hoy es Ucrania) hasta lo que hoy es su casa.  Otros autores afirman que era la lengua de quienes emigraron de Tesalia, patria del mítico fundador de la etnia eolia: Eolo, de quien tomó su nombre.  
Escribieron en dialecto eólico los poetas líricos Alceo de Mitilene y Safo de Lesbos.

## Principales rasgos del dialecto eólico
- El sonido labiovelar *kʷ del proto-indoeuropeo (y proto-griego) pasó a ser "p", mientras que los dialectos ático-jónicos y dóricos tienen "t", antes de e y de i. (Por ejemplo, en ático τέτταρες; en jónico τέσσερες; en dórico τέτορες; en tanto que en Lesbos πίσυρες y en Beocia πέτταρες). Este rasgo en las labiovelares es la contraparte exacta de la llamadas "lenguas proto-célticas".

- La ā larga del proto-griego se conservó, a diferencia de lo que ocurrió en los dialectos ático-jónicos, en los que se convirtió en una ē abierta larga. (Por ejemplo, en ático-jónico μήτηρ, pero en eólico μάτηρ "madre").

- El dialecto eólico hizo amplio uso de la conjugación "atemática" del verbo, es decir, la terminada en -mi (Por ejemplo, en ático-jónico φιλέω, φιλῶ , en tanto que en eólico φίλημι "amar"). Este mismo fenómeno se encuentra en el irlandés, donde se ha generalizado la terminación -im.

- En el eólico propio de Lesbos el acento de todas las palabras aparece recesivo (fenómeno conocido como "baritonesis"), lo cual en otros dialectos sólo ocurre en los verbos. Por ejemplo, el jónico-ático ποταμός en eólico de Lesbos se acentúa πόταμος "río".

## Ejemplo
Dialecto lesbio, siglo II a. C.

θεος· τυχα αγαθα. / ο κε θελη θυην επι τω βομ[ω] / τας Αφροδιτας τας Πει/θως και τω Ερμα, θυετω / ιρηιον οττι κε θελη και / ερσεν και θηλυ πλ[α]γ χοιρ[ω] / και ορνιθα οττινα κε θελη.
Ley Sacra, Mitilene. Referencia: Inscriptiones Graecae XII 2.73.

Traducción:

Dios: la Buena Suerte. / Quien quiera hacer un sacrificio en el altar / de Afrodita Pito y de Hermes, que sacrifique / la víctima que quiera, / tanto macho como hembra, excepto cerdo, / y el ave que quiera.